# 集配郵便局
集配郵便局（しゅうはいゆうびんきょく）とは、集配業務を行う郵便局のことである。
2007年10月1日の郵政民営化に伴い、集配業務は別会社の業務に移管されていたため、集配業務を行う郵便局は廃止されたが、2012年10月1日より復活した（後述）。

## 概要
郵便局の集配業務とは、主として、郵便物をポストから収集したり、郵便物を各家庭や企業へ配達する業務である。郵便局は郵便制度発足以来、長きに渡り集配業務を業務の一部として行ってきた。その他、配達先において切手やはがき・ゆうパック・ゆうパケットなどといった郵便関連商品の販売なども行う。
国営時代には、主に市町村の中心に位置する普通郵便局のほか、一部の特定郵便局も集配業務を行っていた。山間地域の小規模集配郵便局では、集配業務を行う職員が利用者からの依頼により郵便貯金や簡易保険などの預入・引出などの集金業務等も一括して行う「総合担務」もあった。
郵政民営化法成立後、民営化に向けた動きとして、集配郵便局の統廃合が進められた。主に比較的人口の少ない地域における小規模な普通郵便局や特定郵便局が行ってきた集配業務は近隣の集配郵便局の業務へ統合されるなどし、これにより多くの小規模な集配郵便局は集配業務を廃止し窓口業務のみの「無集配局」となった。さらに、集配郵便局の種類を細分化し、その市町村エリアにおける郵便事業の総合拠点とした「統括センター」と、区分済み郵便物の配達業務のみを行う「配達センター」に分けられた。これにより、ポストの取集業務も全て「統括センター」の業務となった。さらに民営化を控えた2007年初頭までにおいて一部の山間地域などにおける小規模郵便局での「総合担務」は廃止され、従前の全国の集配郵便局に置かれていたゆうゆう窓口（当時は時間外窓口の愛称であった）は「統括センター」のみに置かれ、「配達センター」とされた局は順次廃止され、この体制をもって民営化へ移行した。
2007年10月1日、郵政事業は民営化し、これまで郵便局の業務として行っていた集配業務は郵便事業会社に引き継がれた。また、郵便局を設置する郵便局会社は、民営化前の郵便局の種類には関係なくなり、郵便局における郵便事業に関しては郵便事業会社から切手類販売窓口・窓口集荷のみを受託した代理店業務として分社化されることとなった。
民営化に際して、ゆうゆう窓口を設置する郵便事業会社の支店（民営化直前の「統括センター」に相当）は、集配業務のみ行いゆうゆう窓口のない集配センター（民営化直前の「配達センター」に相当）を統括する事業所となり、集配センターはあくまで支店の「出張所」という位置づけとなった。
したがって、2007年の民営化以降、集配業務を行っていたのは全て郵便事業会社であり、郵便局会社は宅配業務の免許を保有していなかったため、集配業務を行っている郵便局は存在しなかった。
しかし、2012年の民営化見直しにより、同年10月1日をもって郵便事業会社は郵便局会社に吸収合併され、日本郵便株式会社が発足したことによりこれまで郵便事業会社が行っていた集配業務は郵便局に統合され、民営化以前に集配業務を行っていた多くの郵便局は再び本来の業務に戻された。
これにより、現在は切手類販売窓口・窓口集荷などを含む郵便業務全体は郵便局の自前業務となった。
現在も地域ごとに民営化直前からの体制は維持されているが、支店（または統括センター）・集配センター（または配達センター）などといった名称は使用されていない。

## 主な業務
- 集配業務（郵便外務）
  - 郵便物の配達や、郵便ポストや無集配郵便局から郵便物を収集。なお、大規模な局では、民営化以前から郵便物収集が業務委託されていることが多かった。
  - 郵政民営化移行後は郵便事業会社に移管され、郵便外務職員は郵便事業会社に所属することになったが、会社統合後は再び郵便局の集配部門に属することになる。
- 区分業務（郵便内務）
  - 郵便物の区分作業を行う。
  - 郵政民営化移行後は郵便事業会社に移管され、窓口以外の郵便内務職員は郵便事業会社に所属することになったが、会社統合後は再び郵便局の郵便区分作業部門に属することになる。
- 貯金外務
  - 利用者の自宅を訪問し、集金などを行う。
  - 郵政民営化移行後はゆうちょ銀行に移管されるが、ゆうちょ銀行は郵便局に業務を委託するため、貯金外務職員は郵便局会社（会社統合後は日本郵便）に所属することになった。ただし、民営化前の郵便局のうち、ゆうちょ銀行直営店が設置されることになったところの貯金外務職員はゆうちょ銀行に所属するようになった。
- 保険外務
  - 利用者の自宅を訪問し、集金などを行う。
  - 小中規模局では貯金外務と兼務している局がほとんどである。
  - 郵政民営化移行後はかんぽ生命保険に移管されるが、かんぽ生命保険は郵便局に業務を委託するため、保険外務職員は郵便局会社（会社統合後は日本郵便）に所属することになった。
- 窓口業務（内務<郵便内務・貯金内務・保険内務>）
  - 郵便・貯金・保険窓口の各業務。小規模局では3業務を兼務していることが多い。
  - 郵政民営化移行後は郵便事業会社・ゆうちょ銀行・かんぽ生命保険が郵便局に業務を委託するため、郵便局会社に所属することになったが、会社統合後は日本郵便に属することになり、郵便窓口業務は自社業務、貯金・保険窓口業務は引き続き受託業務となった。ただし、民営化前の郵便局のうち、ゆうちょ銀行直営店が設置されることになったところの貯金内務職員はゆうちょ銀行に所属するようになった。
- ゆうゆう窓口（郵便内務）
  - ゆうゆう窓口を参照。
  - 郵政民営化移行後は郵便事業会社が行っていたが、会社統合後は再び郵便局の窓口の1つとなった。
  - 以前は主に都心部などでは24時間開設している局も多かったが、2020年のコロナ禍以降ほとんどの局が平日7～9時（通常窓口開設時間前まで）・19～20時、土休日は9～18時までのところが多い（24時間営業の廃止）。ただし、都心部の一部では平日21時まで開設している局もある。
- キャッシュサービス（ATM）
  - 現在も簡易郵便局を除く（一部設置している局もある）ほとんどの郵便局に設置されているが、管理は全てゆうちょ銀行がおこなう（郵便局内設置のATMは全てゆうちょ銀行の最寄りの支店の出張所扱い）。
  - 開設時間は設置している局によって異なるが、通常は平日9時～17時ないし20時まで・土休日は9時～12時ないし17時までの局が多い。ただし、都心部における一部の局においては7時～21時ないし24時まで、あるいは24時間開設している局もある。